# Oldřich Pařízek
Oldřich Pařízek (* 24. März 1972 in Mladá Boleslav) ist ein ehemaliger tschechischer Fußballtorwart.

## Karriere
Pařízek begann mit dem Fußballspielen in Horky nad Jizerou, einer kleinen Gemeinde unweit seiner Geburtsstadt Mladá Boleslav. Seinen Wehrdienst absolvierte der Torhüter bei VTJ Slaný und spielte anschließend für den FK Jablonec. 1993 wechselte Pařízek zu Viktoria Žižkov in die 1. tschechische Liga. Dort war er zunächst Ersatz für Jaromír Blažek. In der Saison 1994/95 wechselte er sich mit Juraj Šimurka ab und kam auf zwölf Einsätze. Diese Konstellation wiederholte sich in der folgenden Saison, diesmal kam aber Pařízek mit 19 Spielen öfter zum Einsatz als Šimurka. Gar drei Torhüter konkurrierten 1996/97 um den Platz im Tor der Prager, Pařízek stand sieben Mal zwischen den Pfosten. In der Spielzeit 1997/98 setzte sich Pařízek durch und bestritt alle Hinrundenspiele.
In der Winterpause wechselte er zum damaligen belgischen Erstligisten Royal Antwerpen. Den Abstieg des Traditionsklubs konnte der Tscheche nicht verhindern. In den nächsten beiden Jahren war Pařízek die Nummer eins im Tor des ältesten belgischen Fußballklubs. Im Sommer 2000 kehrte Royal Antwerpen in die 1. Division zurück, Pařízek bestritt in der Saison 2000/01 19 Ligaspiele für seinen Klub. Im folgenden Jahr wurde er nur noch in zwei Freundschaftsspielen eingesetzt und kehrte Mitte 2002 nach Tschechien zurück.
Pařízek wurde von Marila Příbram als Nummer zwei verpflichtet. Ohne ein Spiel absolviert zu haben, trennte sich der Verein von ihm in der Winterpause 2002/03. Pařízek spielte im Anschluss in der dritten tschechischen Liga für die Prager Mannschaft Admira/Slavoj und im Herbst 2003 für den FK Semily. Im Januar 2004 kehrte er nach Příbram zurück. Zunächst nur Ersatz konnte er sich im Frühjahr 2005 einen Stammplatz erkämpfen. In den Spielzeiten 2005/06 und 2006/07 konnte er an seine Form von Ende der 1990er Jahre anknüpfen, den Abstieg seines Vereins aus der Gambrinus Liga jedoch nicht verhindern.
Pařízek wechselte zu seinem ehemaligen Klub und Erstligaaufsteiger Viktoria Žižkov, wo er die Saison als Nummer eins begann. Nach fünf Gegentoren in den ersten drei Saisonspielen nahm Trainer Stanislav Griga einen Torwartwechsel vor und setzte Pařízek auf die Bank. Nach der Saison 2007/08 beendete Pařízek seine Laufbahn.